# Саммит G-20 в Брисбене (2014)
Австралийский саммит G-20, 9-й саммит лидеров стран «Группы 20», состоявшийся 15—16 ноября 2014 года в австралийском городе Брисбен.

## Описание
Саммит состоялся на фоне сильной геополитической и экономической нестабильности:
- В 2014 году возник вооружённый конфликт на востоке Украины, продолжалась полномасштабная гражданская война в Ираке и Сирии — в результате которой появилось самопровозглашённое Исламское государство, не прекращались беспорядки в Ливии, снова разгорелся арабо-израильский конфликт — летом была проведена военная операция «Нерушимая скала».
- В Европе продолжается стагнация: главные «локомотивы» Европы — экономики Германии и Италии по итогам второго квартала 2014 года вновь показали спад, немногим лучше ситуация и во Франции. Китайская экономика также замедлила свой ход: в сентябре были опубликованы данные, из которых видно, что энергопотребление в стране (самый верный показатель экономической активности) в августе сократилось на 2,2 процента по сравнению с тем же месяцем прошлого года. Рост промышленного производства в Китае за август 2014 года оказался самым слабым со времени экономического кризиса 2008 года. Все эти факторы привели к тому, что в сентябре 2014 года начали падать цены на нефть: стоимость барреля марки Brent упала до $78 (на 17 ноября 2014), что является одним из худших показателей со времён кризиса 2008—2009 годов[2].

### «Финансовая двадцатка»
20—21 сентября 2014 года, в преддверии встреч глав государств, в австралийском городе Кэрнс состоялось заседание членов «Группы 20» на уровне министров финансов и руководителей Центробанков. Председательствовал на этой встрече — главный казначей Австралии Джо Хоки, и российская делегация принимала участие в работе так называемой «финансовой двадцатки». Министры финансов и главы центробанков стран «большой двадцатки» по итогам заседания в Кэрнсе подтвердили намерение добиться в ближайшие 5 лет ускорения экономического роста дополнительно на 2 % по сравнению с существующими национальными планами:

«Развитие глобальной экономики происходит неравномерно, а его темпы пока остаются ниже уровня, необходимого для создания столь нужных миру новых рабочих мест, — отмечается в коммюнике. — Риски, вызванные ситуацией на финансовых рынках и геополитическими проблемами, сохраняются. Для того, чтобы уберечь наши экономики от этих рисков, необходим устойчивый и сбалансированный рост и энергично работающий финансовый сектор. Мы едины в решимости противостоять современным вызовам».

### Участники саммита G20
| Большая индустриальная двадцатка Страна-хозяйка и лидер выделены жирным шрифтом. | Большая индустриальная двадцатка Страна-хозяйка и лидер выделены жирным шрифтом. | Представитель                 | Должность                            |
| -------------------------------------------------------------------------------- | -------------------------------------------------------------------------------- | ----------------------------- | ------------------------------------ |
| Австралия                                                                        | Австралия                                                                        | Тони Эбботт                   | Премьер-министр Австралии            |
| Аргентина                                                                        | Аргентина                                                                        | Кристина Фернандес де Киршнер | Президент Аргентины                  |
| Бразилия                                                                         | Бразилия                                                                         | Дилма Русеф                   | Президент Бразилии                   |
| Великобритания                                                                   | Великобритания                                                                   | Дэвид Кэмерон                 | Премьер-министр Великобритании       |
| Германия                                                                         | Германия                                                                         | Ангела Меркель                | Федеральный канцлер Германии         |
| Индия                                                                            | Индия                                                                            | Нарендра Моди                 | Премьер-министр Индии                |
| Индонезия                                                                        | Индонезия                                                                        | Джоко Видодо                  | Президент Индонезии                  |
| Италия                                                                           | Италия                                                                           | Маттео Ренци                  | Председатель совета министров Италии |
| Канада                                                                           | Канада                                                                           | Стивен Джозеф Харпер          | Премьер-министр Канады               |
| Китай                                                                            | КНР                                                                              | Си Цзиньпин                   | Председатель КНР                     |
| Мексика                                                                          | Мексика                                                                          | Энрике Пенья Ньето            | Президент Мексики                    |
| Россия                                                                           | Россия                                                                           | Владимир Путин                | Президент России                     |
| Саудовская Аравия                                                                | Саудовская Аравия                                                                | Ибрагим Абдул-Азиз аль-Ассаф  | Министр финансов                     |
| Соединённые Штаты Америки                                                        | США                                                                              | Барак Обама                   | Президент США                        |
| Турция                                                                           | Турция                                                                           | Ахмет Давутоглу               | Премьер-министр Турции               |
| Франция                                                                          | Франция                                                                          | Франсуа Олланд                | Президент Франции                    |
| Южно-Африканская Республика                                                      | ЮАР                                                                              | Джейкоб Зума                  | Президент ЮАР                        |
| Республика Корея                                                                 | Южная Корея                                                                      | Пак Кын Хе                    | Президент Южной Кореи                |
| Япония                                                                           | Япония                                                                           | Синдзо Абэ                    | Премьер-министр Японии               |
| Европейский союз                                                                 | Европейская комиссия                                                             | Жан-Клод Юнкер                | Председатель Европейской комиссии    |
| Европейский союз                                                                 | Европейский совет                                                                | Херман ван Ромпёй             | Председатель Европейского совета     |

### Итоги саммита
Главной политической темой саммита стала безопасность: борьба с террористами «Исламского государства», с лихорадкой Эбола и противодействие украинскому кризису.
В экономической сфере одной из основных задач стал рост мирового ВВП на 2 % к 2018 году. По прогнозам, выполнение этой задачи увеличит мировую экономику более чем на два триллиона долларов и создаст миллионы рабочих мест. Для реализации этого плана лидеры «Группы двадцати» намерены повысить объемы торговли и инвестиций, а также усилить конкуренцию.
В итоговом коммюнике, принятом «группой двадцати», стороны одобрили план действий по борьбе с коррупцией на 2015—2016 годы, для чего обязались совместно повышать прозрачность государственного и частного секторов экономики, отметили необходимость создания международного инфраструктурного центра и призвали США прекратить препятствовать реформе МВФ.

## Владимир Путин на саммите G-20
Визит президента России Владимира Путина на саммит G-20 проходил на фоне резко ухудшившихся отношений России с Западным миром, и ещё до начала саммита ожидалось, что его ждёт не слишком тёплый приём в Австралии. На улицах австралийских городов прошли демонстрации с протестами против участия Путина во встрече G-20. В ходе самого саммита остальные мировые лидеры держались в стороне от президента России, избегая общения с ним. Во время приветствия Путиным премьер-министра Канады Стивен Харпер сказал: «Думаю, я должен пожать вам руку, но я могу сказать вам лишь одно: убирайтесь из Украины», что позже было подтверждено пресс-службой главы правительства Канады. Премьер-министр Австралии Тони Эббот 12 ноября 2014 в Пекине предложил Путину извиниться за сбитый малайзийский «Боинг».
Мировая пресса обратила внимание, что отношение к Владимиру Путину было весьма напряжённым не только на уровне глав государств: так, в аэропорту его не вышли встречать высшие должностные лица Австралии, на встречу был послан лишь заместитель министра обороны, хотя генеральный прокурор Австралии Джордж Брэндис, генерал-губернатор Питер Косгроув и премьер-министр штата Квинсленд Кэмпбелл Ньюман находились совсем недалеко от самолёта и через несколько минут встречали прибывших глав Германии Ангелу Меркель и Китая Си Цзиньпина. Кэмбелл Ньюман так прокомментировал ситуацию: «Я не хочу встречаться с ним лицом к лицу». В 2013 году Барака Обаму в России так же встречал второстепенный чиновник.
Также российское посольство сообщало, что у российской стороны были трудности с организацией визита президента — вплоть до предоставления Путину достаточно посредственного отеля «Hilton Brisbane».
Президент России Владимир Путин досрочно покинул саммит G-20, объяснив это предстоящим длительным перелётом и необходимостью поспать.
По мнению британской Guardian, в Брисбене Путина «сослали в дипломатическую Сибирь»:

Мало кто лил слезы по поводу подобного обращения с деспотической фигурой, наносящей столь существенный ущерб интересам собственной страны как у себя дома, так и за рубежом.— «Пресса Британии: Путин послан "в дипломатическую Сибирь"»

## Мнения
- По мнению британской прессы, президент России В. В. Путин выглядел «почти банкротом». Наблюдатели отмечают, что корабли ВМФ России, пришедшие в район Австралии для демонстрации военной мощи, оказались столь устаревшими, что вызывали лишь смех[14].